# Herzogtum Estouteville
Das ehemalige Herzogtum Estouteville in der Haute-Normandie wurde 1534 von König Franz I. zugunsten von Adrienne d’Estouteville aus dem Haus Estouteville, der Ehefrau von François de Bourbon, Graf von Saint-Pol, dem Sohn von François de Bourbon, comte de Vendôme und Marie de Luxembourg, Gräfin von Saint-Pol, errichtet. Grundlage des Herzogtums war die Herrschaft Estouteville (Seine-Maritime).
Das Herzogtum wurde innerhalb des Hauses Orléans-Longueville vererbt, bis Marie d’Orléans, Herzogin von Nemours, im Jahr 1707 starb. 

## Herzöge von Estouteville
- Adrienne d’Estouteville (1512–1560), 1537 Herzogin von Estouteville, ⚭
- François I. de Bourbon (1491–1545), Graf von Saint-Pol, 1537 Herzog von Estouteville
- François II. de Bourbon (1536–1546), deren Sohn, 1545 Herzog von Estouteville
- Marie de Bourbon (1539–1601), dessen Schwester, 1546 Herzogin von Estouteville, ⚭ I 1557 Jean de Bourbon (1528–1557), Graf von Soissons, ⚭ II 1561, geschieden 1561 François I. de Clèves, duc de Nevers (1516–1562), ⚭ III 1563 Léonor d’Orléans (1540–1573), Herzog von Longueville, 1563 Herzog von Estouteville
  - Henri d’Orléans (1568–1595), Herzog von Longueville, deren Sohn aus dritter Ehe
- Henri d’Orléans (1595–1663), dessen Sohn, Herzog von Longueville und Estouteville etc.
- Jean Louis Charles d’Orléans (1646–1694), dessen Sohn, Herzog von Longueville und Estouteville etc.
- Charles Paris d’Orléans (1649–1672), dessen Bruder, Herzog von Longueville und Estouteville etc.
- Marie d’Orléans (1625–1707), dessen Schwester, 1672 Herzogin von Longueville, Witwe von Henri II. de Savoie, Herzog von Nemours (1625–1659)

Der Herzogstitel ging mit dem Tod der Herzogin Marie an die Familie Goyon-Matignon über als Nachkommen von Eleonore d’Orléans, der jüngsten Tochter von Léonor d’Orléans und Marie de Bourbon. Ihr Nachkomme Jacques François Léonor Goyon de Matignon (1689–1751), Graf von Thorigny und Herr des Herzogtums Estouteville, heiratete 1715 Louise Hippolyte Grimaldi, die 1731 das Fürstentum Monaco erbte. Der Anspruch auf Estouteville wurde somit innerhalb des monegassischen Fürstenhauses weitergegeben, bis er 1949 mit dem Tod des Fürsten Louis II. erlosch, da er keine ehelichen Nachkommen besaß. Dennoch wurde der Titel von Louis‘ Nachfolgern, den Fürsten Rainier III. und Albert II., weiter geführt.